# Richard Palmer-James
Richard William Palmer-James (* 11. Juni 1947 in Bournemouth, Dorset; auch bekannt als Richard Palmer und Richard W. Palmer) ist ein britischer Pop- und Rock-Gitarrist, -Sänger und -Texter. Bekanntheit erlangte er in den 1970er Jahren besonders als Mitglied der Band Supertramp und als Texter der Band King Crimson. Im Jahre 2016 erschien sein erstes Soloalbum Takeaway. Er lebt seit Anfang der 1970er Jahre in Bayern, zunächst in München, und heute auf einem Bauernhof in der Nähe von Arnstorf im niederbayerischen Rottal.

## Biografie

### Frühe Jahre (bis 1969)
In seiner Heimatstadt Bournemouth spielte Palmer-James seit seinem 13. Lebensjahr mit Schulfreunden, zu denen auch John Wetton gehörte, in den Bands The Corvettes, The Palmer-James Group, Tetrad und Ginger Man Gitarre und sang auch die meisten Titel, ausschließlich Coverversionen.

### Supertramp (1969/1970)
Mit Rick Davies (Keyboard, Gesang), Roger Hodgson (Gesang, Gitarre, Bass, Keyboard) und Keith Baker (Schlagzeug) gründete Palmer-James im Jahre 1969 die Band Supertramp. Die Band absolvierte ihren ersten öffentlichen Auftritt noch unter dem Namen „Daddy“, und er nannte sich nur Richard Palmer. Er war Gitarrist und (damals) der einzige Texter der Band und zudem für deren Namen verantwortlich, den er dem Titel des Buches Supertramp. Autobiographie eines Vagabunden von William Henry Davies entlieh.
Im Juli 1970 kam das Debütalbum Supertramp, im Stil des Progressive Rock und mit musikalischen Anleihen bei Bands wie Traffic oder King Crimson, auf den Markt, verkaufte sich jedoch schlecht. Palmer steuerte alle Texte bei, und sein Gesang ist im Wechsel mit Hodgson in den Liedern Maybe I'm a Beggar und Try Again zu hören. Aus der Produktionszeit des Debütalbums stammt auch das von ihm und Rick Davies getextete Lied Goldrush, das aber erst 2002 auf dem Supertramp-Album Slow-Motion erschien.
Wegen des damals mäßigen Erfolgs von Supertramp verließ Palmer-James die Band. Für ihn kam der Bassist Frank Farell (späterer Co-Writer für Leo Sayer). Nach seinem Weggang war er kurzzeitig als Gitarrist und Texter in der tschechisch/deutsch/englischen Jazzrock-Band Emergency aktiv.

### King Crimson (1972–1974)
Berühmtheit erlangte er dann als Texter der britischen Progressive-Rock-Gruppe King Crimson in den frühen 1970er Jahren als Nachfolger von Peter Sinfield. Sänger war damals sein Jugendfreund John Wetton. Palmer-James steuerte einige Texte zu drei Alben bei: Larks’ Tongues in Aspic (Book of Saturday, Exiles und Easy Money), Starless and Bible Black (The Great Deceiver, Lament, The Night Watch und The Mincer) und Red (Fallen Angel und Starless).

### In München (seit 1976)
1976 gründete Palmer-James die Gruppe Munich, die zwei Jahre später auseinanderbrach. Bis 1977 bestritt er seinen Lebensunterhalt hauptsächlich als Soundtrack-Komponist für Industrie- und Fernsehfilme und -Serien wie Paule Pauländer (Regie: Reinhard Hauff, 1976), Ein Tag mit dem Wind (Regie: Haro Senft, 1978) oder die Münchner Geschichten (Regie: Helmut Dietl, 1974).
1978 nahm er in München gemeinsam mit seinen Ex-Kollegen von der Band Tetrad, John Wetton (Bass und Gesang) und W. J. Hutcheson (Keyboards), in München unter dem Bandnamen Jack-Knife das Album I Wish You Would auf. Es enthält Songs aus der Tetrad-Zeit. Schlagzeug spielte der Deutsche Curt Cress; 2014 erschien es erneut – diesmal als Doppel-CD mit Plattennamen Jack-Knife / Monkey Business 1972–1997.
In den 1980er Jahren wurde Palmer-James ein erfolgreicher Texter im Bereich der kommerziellen Pop-Musik. Zu seinen größten Erfolgen zählen Arbeiten, teilweise als Co-Autor, für La Bionda (One For You, One For Me), Moti Special (Cold Days, Hot Nights), Michael Cretu (Samurai), Sandra (I’ll Never Be) Maria Magdalena sowie Haddaway (Fly Away) und Mireille Mathieu (Together We're Strong).
1985 kam es zur Wiedervereinigung von Munich. Gemeinsam mit Peter Bischof (Gesang), Eberhard „Ede“ Wilhelm (Schlagzeug), Hans-Herbert Gebhard (Bass, Gesang) und Oliver Hahn (Keyboards, Programming) nahm Palmer-James 1987 unter der musikalischen Regie von Simon Phillips (Schlagzeuger u. a. bei Toto und Mike Oldfield) das Munich-Album You Never Know auf. Die Single Your Turn war ein kleiner Erfolg in den Charts.

### Seit den 1990er Jahren
In den 1990er Jahren widmete sich Palmer-James verstärkt der Blues- und Folk-Musik, den eigentlichen Quellen seiner musikalischen Inspiration. Dementsprechend spielt er heutzutage hauptsächlich akustische Instrumente wie Resonatorgitarre und Mandoline. Gelegentlich gibt er gemeinsam mit dem klassischen Gitarristen Eric Schachtner in Deutschland, Italien und der Schweiz unter dem Motto Blues Meets Classical Konzerte.
1998 brachte Palmer-James mit John Wetton das Album Monkey Business 1972–1997 mit Demos, unveröffentlichten und neu eingespielten älteren Songs auf den Markt, darunter Stücke, die für ein King-Crimson-Album nach Red (1974) vorgesehen waren, das nie zustande kam.
2016 erschien sein Soloalbum Takeaway.

## Diskografie
Palmer-James war Texter, Komponist, Sänger und/oder Gitarrist für diese Alben:
Supertramp:
- Supertramp, 1970
alle Liedtexte; zudem Gesang im Wechsel mit Hodgson in Maybe I'm a Beggar und Try Again
- Slow-Motion, 2002
Text des Liedes Goldrush mit Davies

Emergency:
- Get Out To The Country, 1973
beteiligt an Liedern I Know What's Wrong, Jeremiah, Confessions, The Flag und Little Marie

King Crimson:
- Larks’ Tongues in Aspic, 1973
Texte der Lieder Book of Saturday, Exiles und Easy Money
- Starless and Bible Black, 1974
Texte der Lieder The Great Deceiver, Lament, The Night Watch und The Mincer
- Red, 1974
Texte der Lieder Fallen Angel und Starless

Munich:
- Sideshow, 1979
Text des Liedes Sideshow
- You Never Know, 1987
Gitarrist

Jack-Knife (Palmer James und John Wetton):
- I wish you would, 1979

John Wetton:
- Arkangel, 1997
Lied Magazines stammt von Palmer-James und John Wetton
- Raised in Captivity, 2011
Lied The Devil and the Opera House stammt von Palmer-James, John Wetton und Billy Sherwood

John Wetton und Richard Palmer-James:
- Monkey Business 1972–1997, 1998
- Jack-Knife / Monkey Business 1972–1997, 2014

Richard Palmer-James:
- Takeaway, 2016